# 瓦尔瓜内拉-卡罗佩佩
瓦尔瓜内拉-卡罗佩佩（義大利語：Valguarnera Caropepe），是意大利西西里大区恩纳省的一个市镇。总面积9.32平方公里，人口8330人，人口密度893.8人/平方公里（2009年）。ISTAT代码为086019。